# The Drew Carey Show
The Drew Carey Show is een Amerikaanse sitcom. Hiervan zond ABC oorspronkelijk van 13 september 1995 tot en met 8 september 2004 negen seizoenen uit, samen goed voor 233 afleveringen van 30 minuten per stuk. De reeks werd geschreven door Bruce Helford en stand-upkomiek Drew Carey, die zelf - onder zijn eigen naam - de hoofdrol speelde.
The Drew Carey Show werd genomineerd voor zeven Emmy Awards. Carey zelf won voor zijn rol in 1999 een Golden Satellite Award.

## Uitgangspunt
De gezette, vriendelijke en niet al te succesvolle Drew (Drew Carey) is assistent-bedrijfsleider van een winkel in Cleveland. Hij werkt er al jaren en het ligt niet voor de hand dat daar vlot verandering in zal komen. De belangrijkste personen in zijn leven zijn zijn vrienden. Dit zijn de extreem intelligente maar weinig ambitieuze Lewis Kiniski (Ryan Stiles), de heel wat minder snuggere Oswald Lee Harvey (Diedrich Bader) en Kate O'Brien (Christa Miller), Drews maatje sinds hun jeugd, hoewel hij destijds op meer hoopte. Samen met hen praat hij over wat hij zoal meemaakt, wat hem bezighoudt en vooral over het niet kunnen krijgen van een leuke vrouw. Voor de grootste irritaties in Drews leven zorgt Mimi Bobeck (Kathy Kinney), de assistente van zijn baas. De ergernis is wederzijds. Wanneer Drew of Mimi de ander een streek kan leveren, laat hij of zij dit zeker niet na.

## Rolverdeling
*Voornaamste rollen
- Drew Carey - Drew Carey
- Diedrich Bader - Oswald Lee Harvey
- Kathy Kinney - Mimi Bobeck Carey
- Ryan Stiles - Lewis Kiniski
- Craig Ferguson - Nigel Wick
- Christa Miller - Kate O'Brien
- John Carroll Lynch - Steve Carey
- Cynthia Watros - Kellie Newmark
- Ian Gomez - Larry Almada
- Nan Martin - Mrs. Louder
- Kate Walsh - Nicki Fifer
- Jonathan Mangum - Scott
- Kelly Perine - Chuck
- Katy Selverstone - Lisa Robbins
- Robert Torti - Jay Clemens
- Kyle Howard - Evan
- Marion Ross - Beulah Carey
- Jane Morris - Nora O'Dougherty
- Kaitlin Olson - Traylor
- Jenica Bergere - Sharon Bridges
- Tim O'Rourke - Tim the Bartender
- Stanley Anderson - George Carey

## Regie
- Gerry Cohen (85 afleveringen, 1996-2003)
- Sam Simon (55 afleveringen, 1995-2004)
- Bob Koherr (22 afleveringen, 2000-2004)
- Brian K. Roberts (16 afleveringen, 1996-2004)
- Steve Zuckerman (12 afleveringen, 1995-1999)
- Shelley Jensen (11 afleveringen, 2001-2004)
- Thomas J. Thompson (10 afleveringen, 1999-2004)
- Drew Carey (4 afleveringen, 2003-2004)
- Gary Halvorson (2 afleveringen, 1995-1996)
- Michael Lessac (2 afleveringen, 1995)
- John Fuller (2 afleveringen, 2000)
- Dennis Erdman (1 aflevering, 1996)
- Richard Schwadel (1 aflevering, 1998)
- Robert Borden (1 aflevering, 1997)
- Ryan Stiles (1 aflevering, 2000)

## Trivia
- John Carroll Lynch speelt Drews oudere broer Steve, maar is in werkelijkheid vijf jaar jonger dan Carey.
- De naam van Oswald Lee Harvey verwijst naar Lee Harvey Oswald
- Het personage Drew draagt de gehele serie een bril. De komiek zelf onderging echter een ooglasercorrectie en stapte daarom na verloop van tijd over op een bril zonder enige sterkte in de glazen.